# Riesenbiber
Die Riesenbiber (Castoroides) sind eine fossile Gattung sehr großer Biber, die während des Pleistozäns in Nordamerika vorkamen. Castoroides dilophides und die Schwesterart C. ohioensis sind die größten bekannten Biber, die je existiert haben.

## Beschreibung

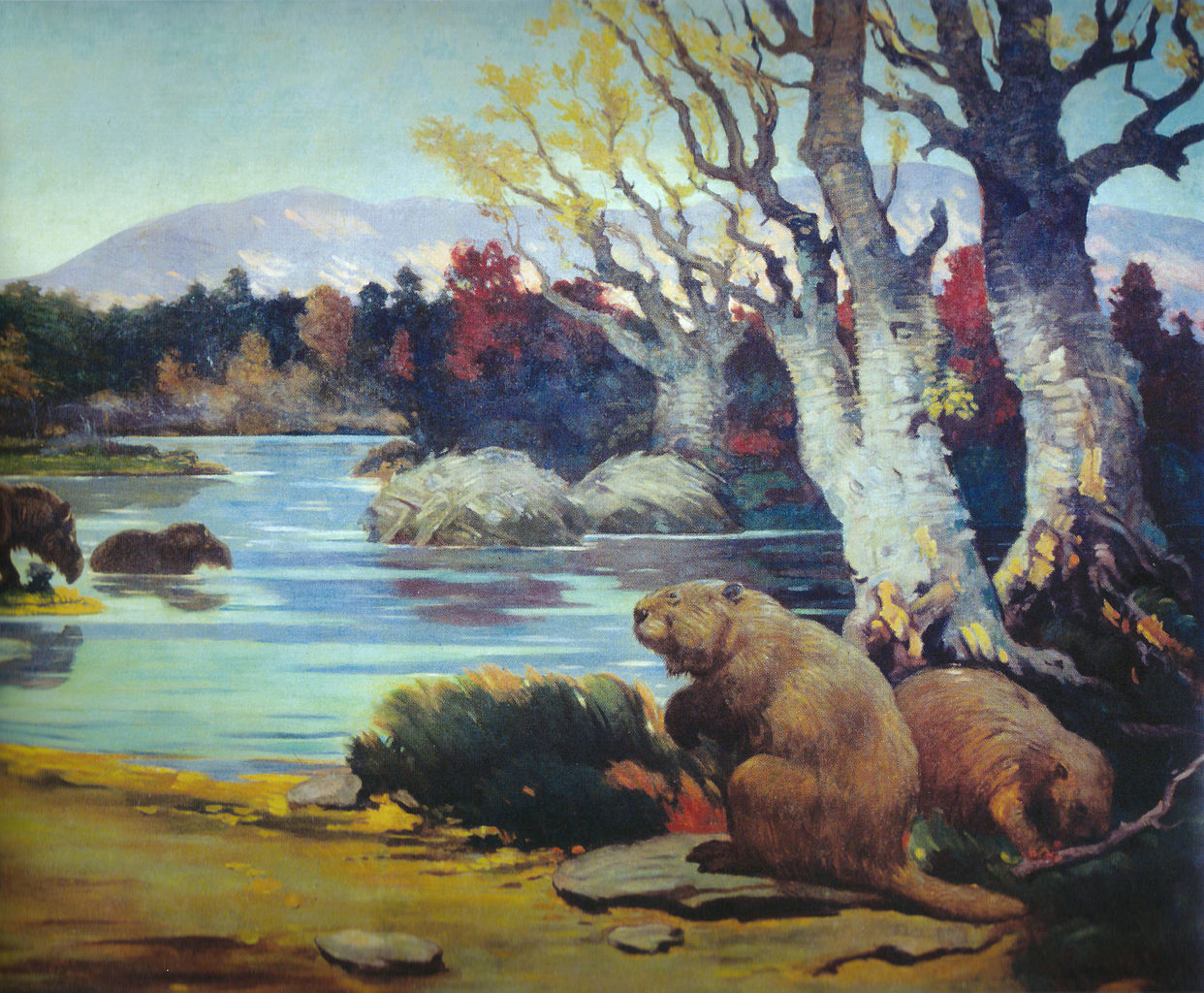
Illustration von Castoroides von Charles R. Knight aus dem Jahr 1904

Riesenbiber ähnelten den modernen Bibern, aber wie der Name andeutet, waren sie beträchtlich größer. Sie erreichten Längen von über 2,50 m. Damit waren sie nicht nur die größten Nagetiere Nordamerikas während der letzten Eiszeit, sondern erreichten mit ungefähr 60 bis 100 kg das Gewicht eines rezenten Schwarzbären. Manche Schätzungen gehen sogar von 220 kg aus. Ihre Hinterfüße waren viel größer als bei den modernen Bibern. Da die Weichteile fossil jedoch nicht überliefert sind, ist nicht bekannt, ob wie bei den modernen Bibern Schwimmhäute zwischen den Zehen vorhanden waren. Aus gleichem Grund kann ebenso nur vermutet werden, ob der Schwanz dem des modernen Bibers ähnelte; skelettanatomisch muss der Schwanz der Riesenbiber länger, dafür aber schmäler gewesen sein. Die Schneidezähne waren 15 cm lang und hatten stumpfe, abgerundete Spitzen. Im Gegensatz dazu haben die Schneidezähne moderner Biber meißelartige Spitzen. Die Backenzähne waren gut an das Zermahlen von Nahrung angepasst und ähnelten somit denen der Wasserschweine, die ein S-förmiges Muster auf den Schleifflächen haben. Ihre große Masse könnte ihre Bewegung an Land eingeschränkt haben. Wie Isotopenuntersuchungen ergaben, ernährten sich die Riesenbiber nicht vor allem von Zweigen, Rinde und Blättern wie ihre rezenten Verwandten, sondern von Wasserpflanzen.

## Systematik
Es sind zwei Arten bekannt: Die Überreste von Casteorides dilophides wurden in Florida und South Carolina entdeckt. Knochenfunde von Castoroides ohioensis sind aus den gesamten kontinentalen Vereinigten Staaten und Kanada bekannt. Castoroides ist nicht nah mit den modernen Bibern der Gattung Castor verwandt. Es ist die Typusgattung der Unterfamilie Castoroidinae, die zusätzlich die fossilen Gattungen Monosaulax, Eucastor, Dipoides, Priusaulax und Procastoroides enthält. Castor hingegen gehört zur Unterfamilie der Castorinae. Sowohl die Castorinae als auch die Castoridinae bilden allerdings eine monophyletische Einheit, die die semi-aquatisch lebenden Biber zusammenfasst. Ihnen gegenüber steht eine Gruppe terrestrisch lebender beziehungsweise grabender Formen, die sich auf die Unterfamilien der Palaeocastorinae und der Migmacastorinae aufteilen. Molekulargenetische Untersuchungen, die auch das Erbgut des Riesenbibers mit einbezogen, lassen eine Trennung der Linien von Castoroides und Castor im Unteren Miozän annehmen. Demnach besteht die semi-aquatisch lebende Gruppe der Biber seit wenigstens rund 19,7 Millionen Jahren.

## Entdeckungsgeschichte

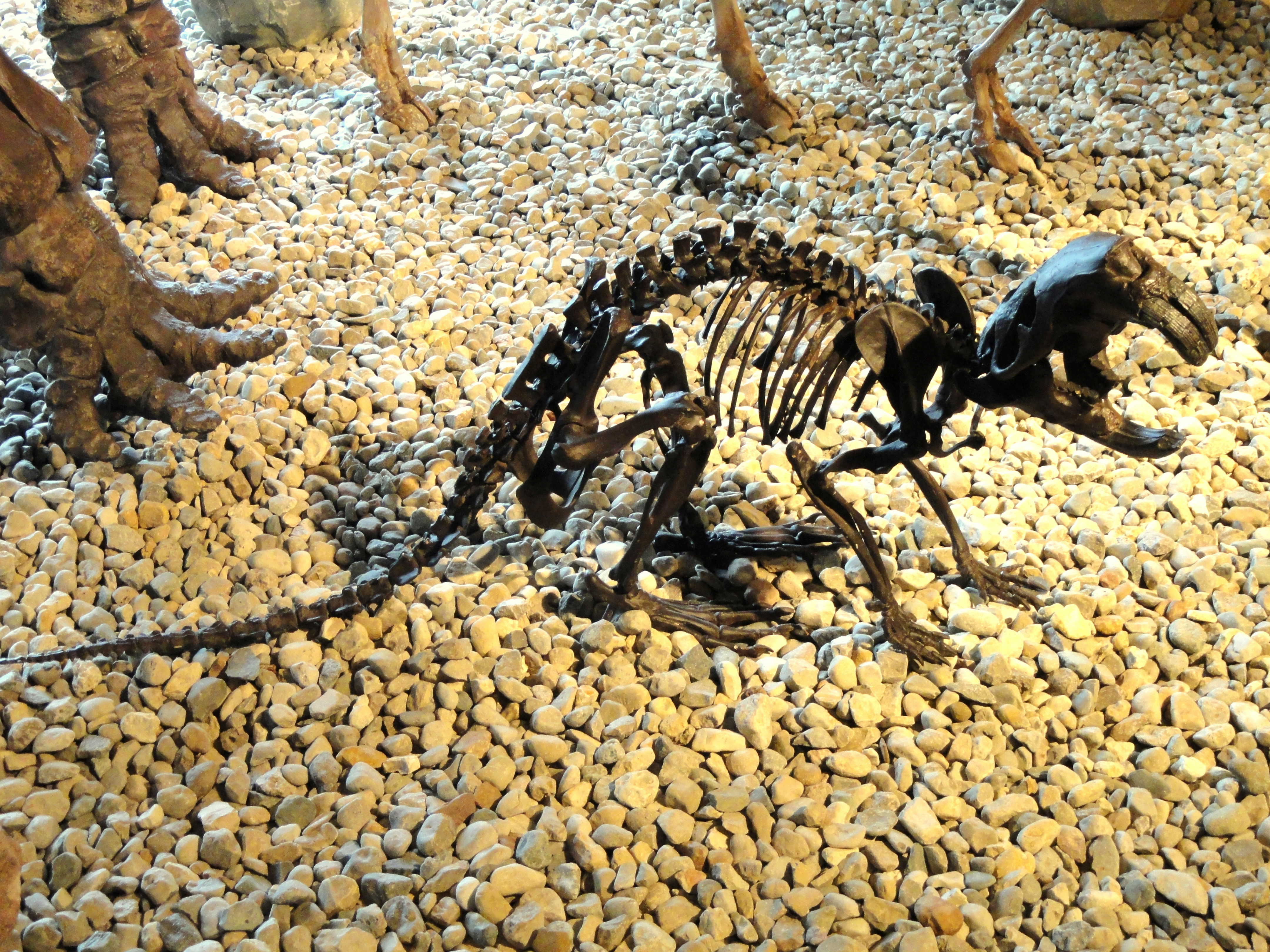
Ein Abguss von C. ohioensis zusammengesetzt aus verschiedenen Exemplaren

Die ersten Riesenbiber-Fossilien wurde 1837 in einem Torfmoor in Ohio zu Tage gefördert, daher das Artepitheton ohioensis. Nichts ist darüber bekannt, ob die Riesenbiber Bauten errichtet haben. In Ohio gibt es Behauptungen über eine mögliche Riesenbiber-Burg, die eine Höhe von 122 cm und einen Durchmesser von 244 cm haben soll. Sie soll aus kleinen, jungen Baumstämmen gebaut worden sein. Einen klaren Nachweis für das Errichten einer Biberburg gibt es bei der verwandten Gattung Dipoides. Dies lässt die Vermutung zu, dass auch Riesenbiber solche Bauten errichtet haben könnten. Fossilien von Riesenbibern sind auf den Mittleren Westen der Vereinigten Staaten konzentriert, insbesondere Illinois und Indiana. Nachweise gibt es jedoch auch aus Alaska, Kanada und Florida. Exemplare aus Florida wurden in eine eigene Unterart Castoroides ohioensis dilophidus klassifiziert, basierend auf Unterschieden in den Backenzähnen und Prämolaren. Fossilien von Castoroides leiseyorum wurden in Florida und South Carolina entdeckt. Mark D. Uhen, Ph.D. an der George Mason University, datierte die Überreste aus der Fundstätte Cooper River in South Carolina auf ein Alter von 1,8 Millionen bis 11.000 Jahre. Die Exemplare  aus den paläontologischen Lagerstätten Leisey Shell Pit 1A und 3B im Hillsborough County (Florida) wurden im November 2007 von John Alroy auf ein Alter von 2,1 Millionen Jahren bestimmt. Castoroides leiseyorum wurde 1995 von Gary S. Morgan und John A. White beschrieben und nach der Leisey-Familie, Phosphat-Steinbruch-Eigentümern aus dem Hillsborough County, die den ersten Schädel entdeckt hatten, benannt. 2014 erhielt Castoroides dilophodus Artrang und der Name C. leiseyorum wurde zum Synonym, da das fossile Zahnmaterial beider Taxa identisch ist.

## Aussterben

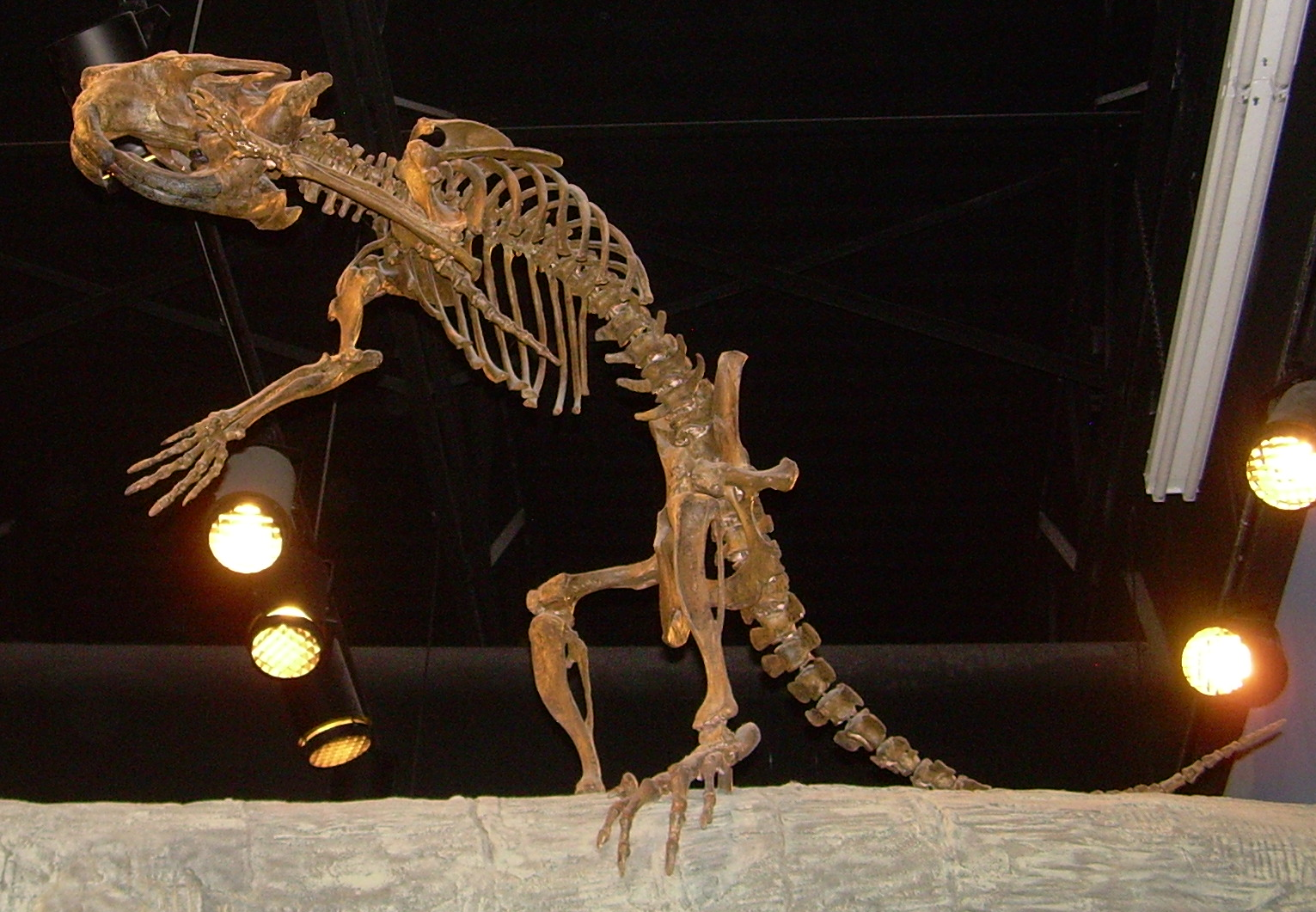
Montiertes Skelett

Fossilien der älteren Art C. dilophides aus Florida sind 1,4 Millionen Jahre alt, während Fossilien der jüngeren Art C. ohioensis aus Toronto, Ontario und dem Old Crow Basin, Yukon, 130.000 Jahre alt sind. Jedoch wird angenommen, dass die Riesenbiber gemeinsam mit den Mammuts, Mastodons und Eiszeitpferden in der quartären Aussterbewelle am Ende der letzten Eiszeit vor 10.000 Jahren ausgestorben sind. Riesenbiber waren am häufigsten südlich der Großen Seen im heutigen Indiana und Illinois. Das Aussterben der Riesenbiber könnte auf die ökologischen Veränderungen am Ende des Pleistozäns zurückzuführen sein.  Das Auftauchen des Menschen in Nordamerika könnte ebenfalls ein Faktor gewesen sein, jedoch gibt es keinen Nachweis dafür, dass die Riesenbiber von Menschen gejagt wurden.

## Folklore
Sowohl beim Stamm der Mi’kmaq aus Kanada als auch beim Stamm der Pocumtuc aus dem Connecticut River Valley in Massachusetts ranken sich Mythen um Riesenbiber. Auch bei den Cree-Indianern existieren solche Mythen. Im April 2022 wurde Castoroides ohioensis als Staatsfossil für Minnesota vorgeschlagen.